# Brooke, Rutland
Brooke är en ort och civil parish i Storbritannien.   Den ligger i grevskapet och kommunen Rutland och riksdelen England, i den sydöstra delen av landet, 130 km norr om huvudstaden London. Brooke ligger 114 meter över havet och antalet invånare är 211.
Terrängen runt Brooke är platt. Runt Brooke är det ganska tätbefolkat, med 144 invånare per kvadratkilometer. Närmaste större samhälle är Corby, 16,7 km söder om Brooke. Trakten runt Brooke består till största delen av jordbruksmark.